# Robert Nail
Robert (Bobby) G Nail (ur.  1925 – Kansas City, zm. 25 maja 1995 – Houston) – amerykański brydżysta, World Life Master (WBF).
W roku 2001 Robert Nail został wybrany do Galerii Sław ACBL. Na jego cześć ustanowiono nagrodę dla zwycięzców turnieju par NABC.

## Wyniki brydżowe

### Zawody światowe
W światowych zawodach zdobył następujące lokaty:
| Mistrzostwa Świata. Konkurencja teamów | Mistrzostwa Świata. Konkurencja teamów | Mistrzostwa Świata. Konkurencja teamów | Mistrzostwa Świata. Konkurencja teamów | Mistrzostwa Świata. Konkurencja teamów | Mistrzostwa Świata. Konkurencja teamów |
| Rok                                    | Miejsce                                | Zawody                                 | Kategoria                              | Drużyna                                | Pozycja                                |
| -------------------------------------- | -------------------------------------- | -------------------------------------- | -------------------------------------- | -------------------------------------- | -------------------------------------- |
| 1982                                   | Biarritz                               | 6 Mistrzostwa Świata                   | Open                                   | Morse                                  | 45                                     |
| 1963                                   | Saint-Vincent                          | 12. Mistrzostwa Świata Teamów          | Open                                   | North America                          | 2                                      |
| 1962                                   | Nowy Jork                              | 11. Mistrzostwa Świata Teamów          | Open                                   | North America                          | 2                                      |

| Mistrzostwa Świata. Konkurencja par | Mistrzostwa Świata. Konkurencja par | Mistrzostwa Świata. Konkurencja par | Mistrzostwa Świata. Konkurencja par | Mistrzostwa Świata. Konkurencja par | Mistrzostwa Świata. Konkurencja par |
| Rok                                 | Miejsce                             | Zawody                              | Kategoria                           | Partner                             | Pozycja                             |
| ----------------------------------- | ----------------------------------- | ----------------------------------- | ----------------------------------- | ----------------------------------- | ----------------------------------- |
| 1982                                | Biarritz                            | 2 Mistrzostwa Świata                | Open                                | Dan Morse                           | 37                                  |

## Klasyfikacja
- Robert Nail – klasyfikacja WBF (ang.)